# Scheggia e Pascelupo
Scheggia e Pascelupo est une commune italienne de la province de Pérouse, dans la région Ombrie.

## Administration
| Période                                  | Période | Identité | Étiquette | Qualité |
| ---------------------------------------- | ------- | -------- | --------- | ------- |
|                                          |         |          |           |         |
| Les données manquantes sont à compléter. |         |          |           |         |

### Hameaux
Isola Fossara, Perticano, Ponte Calcara, Pascelupo, Col di Peccio, Monte Bollo, Casacce, Belvedere.

### Communes limitrophes
Cantiano, Costacciaro, Frontone, Gubbio, Sassoferrato, Serra Sant'Abbondio.